# Chrysocraspeda sanguinea
Chrysocraspeda sanguinea är en fjärilsart som beskrevs av W. Warren 1896. Chrysocraspeda sanguinea ingår i släktet Chrysocraspeda och familjen mätare. Inga underarter finns listade i Catalogue of Life.